# Aitor Seguín
Aitor Seguín Cid (* 27. Februar 1995 in Eibar) ist ein spanischer Fußballspieler.

## Karriere
Seguín begann seine Karriere bei Athletic Bilbao. Im August 2012 spielte er erstmals für das Farmteam CD Baskonia in der Tercera División. Ohne jemals zuvor auch nur für die Zweitmannschaft gespielt zu haben, wurde Seguín im selben Monat erstmals in den Kader der Profis berufen, kam jedoch zu keinem Einsatz. Im August 2014 debütierte er schließlich für Athletic Bilbao B in der Segunda División B.
Mit Bilbao B konnte er zu Saisonende in die Segunda División aufsteigen. Sein Debüt in der zweithöchsten spanischen Spielklasse gab er am ersten Spieltag der Saison 2015/16 gegen den FC Girona. Zu Saisonende hatte Seguín 28 Einsätze, in denen er drei Tore erzielen konnte, zu Buche stehen. Mit Bilbao B musste er jedoch nach nur einer Saison als Tabellenletzter wieder in die Segunda División B absteigen.

## Persönliches
Sein Bruder Iker (* 1989) ist ebenfalls Fußballspieler und spielte unter anderem schon für Athletic Bilbao B und Real Unión Irún.